# سیارک ۲۰۸۰۴
سیارک ۲۰۸۰۴ (به انگلیسی: 20804 Etter، نامگذاری:2000SW209) بیست هزار و هشتصد و چهارمین سیارک کشف شده‌است که در ۲۵ سپتامبر ۲۰۰۰ کشف شد.
قدر مطلق سیارک برابر ۱۵.۵ است.